# 金曜ボイスログ
『金曜ボイスログ』（きんようボイスログ）は、2020年10月2日から毎週金曜 11:00 - 14:00に生放送されているTBSラジオのワイド番組である。

## 概要
『有馬隼人とらじおと山瀬まみと』および、『ジェーン・スー 生活は踊る』金曜日放送分の後番組としてミュージシャンの臼井ミトンを起用し、2020年10月2日に放送開始。
「あなたのレビューがラジオになる」をモットーに、カメラ・車・メガネなどの愛するもの・ことをレビューする番組。番組コンセプトは、「インターネットの口コミやレビュー動画をラジオでやったら」ということに着想を得たもの。2021年3月19日には、番組内のコーナー「日立物流LOGISTEED CAFÉ」でのトークを紹介したWebページが公開された。4月2日からは、11:30 - 11:40ごろのコーナー番組として、女優の松本穂香がパーソナリティを務める『新米記者・松本穂香です。』が放送枠を移動。『新米記者・松本穂香の研修ログ』として開始した。2022年4月1日からは12:30 - 12:40ごろに移動した。2023年10月改編に伴い、放送時間を1時間拡大し、金曜8:30 - 14:00の5時間半の放送（公式リリースではTBSラジオとしては近年最長としている）となる。また、後続番組『金曜ワイドラジオTOKYO えんがわ』の同時ネットを実施している長崎放送・NBCラジオ佐賀でも、この改編に伴い拡大される13時台に限定して当番組の同時ネットを開始する。
2025年4月4日からTBSラジオ春期番組改編に伴い、放送時間を11:00 - 14:00の180分に繰り下げ・短縮して放送。

## パーソナリティ
- 臼井ミトン
- 代打パーソナリティ　土屋礼央(2023年7月20日) 臼井の体調不良に伴う

## タイムテーブル
※一部、公式サイトを参照
- 08:30 - オープニング
- 08:43 - 週末行きたい美術館情報by原カントくん
- 08:47 - 都民ニュース
- 08:54 - 交通情報
- 09:00 - TBSニュース(TBSアナウンサーの持ち回りで担当)、天気予報
- 09:10 - 若者のトレンドを知る「Kinokoリサーチ」→kinokoファッションログ(ファッションYouTuberとして活動するkinokoが担当。正式なクレジットはないが、同コーナーから10時の時報前までスタジオでアシスタントの役割を担う)
- 09:22 - 交通情報
- 09:25 - ミュージックログ
- 09:43 - TBSラジオショッピング
- 09:53 - 交通情報
- 09:55 - ヤマザキ リスナーログ
- 10:00 - TBSニュース（担当：柴田秀一、以降の番組内ニュースも担当）、天気予報
- 10:10 - ヤヨイ化学 presents 教えて！壁紙のこと。（MC・安田美沙子）
- 10:15 - 交通情報
- 10:20 - 特集コーナー「みんなのログ」
- 10:34 - ジャパネットたかた ラジオショッピング
- 10:55 - 交通情報
- 11:00 - TBSニュース、天気予報
- 11:31 - TBSラジオショッピング
- 11:45 - Orono Says,"OK Wow!"（MC・Orono「Superorganism」）
- 11:53 - 交通情報
- 12:00 - TBSニュース、天気予報
- 12:26 - メタウォーター presents 水音スケッチ（ナレーション・堀井美香[8]）
- 12:35 - ロジスティード[注 1]プレゼンツ「LOGISTEED CAFÉ」
- 13:00 - (NBCの同時ネット開始時刻)音楽コラム　ミュージックログ
- 13:25 ‐ ニュース・天気予報・交通情報(NBCでもそのまま放送。天気予報のみ長崎・佐賀にも対応)
- 13:35 - 業界虫めがね
- 13:53 ‐ 交通情報
- 13:57 - エンディング、『金曜ワイドラジオTOKYO えんがわ』とクロストーク、来週のメッセージテーマ発表

### 過去のコーナー
- 11:30 - 「新米記者・松本穂香の研修ログ」[6]

## 放送休止・変更
- 2021年12月24日 - 特別番組『TBSラジオ 開局70周年大感謝祭』（第一部…8:30 - 12:00、第二部…12:00 - 15:00、第三部…15:30 - 17:50[9]）を放送のため休止。
- 2024年5月3日 - 長崎放送・NBCラジオ佐賀で13:00 - 14:00に『母の詩2024〜母の日によせて』（文化放送制作の特別番組）を放送のため臨時にネット返上。
- 2025年1月3日 - 長崎放送・NBCラジオ佐賀で8:30 - 14:00に文化放送制作の第101回東京箱根間往復大学駅伝競走実況中継を編成のため臨時にネット返上。
- 2025年4月25日 - 特別番組『SHURE presents 音楽の金曜日 あなたにミュージックプレゼント』（8:30 - 16:50）を放送のため休止[10]。長崎放送・NBCラジオ佐賀は同特番を13:00 - 15:50にネットした。また臼井は同特番の前半部分にパーソナリティとして生出演した（日比麻音子(TBSアナウンサー)と共に担当）。